# Stardust (乐队)
Stardust（直译：星尘）是一个短暂的法国三人流行乐队。该乐队只活跃了一年，即1998年，当时他们发行了热门歌曲《Music Sounds Better with You》。

## 乐队传记
该乐队由艾伦·布拉克斯、本杰明·戴蒙德和托马斯·本高特（蠢朋克二人组成员之一）组成，他们于1998年合作创作了歌曲《Music Sounds Better with You》。这首歌于1997年12月在托马·班尔高特的工作室中创作。它是围绕夏卡·康的歌曲《Fate》和本杰明演唱的样本构建的。第一个版本于1997年12月11日在雷克斯俱乐部演奏。经过修改，该作品终于在一周内完成。 它在本高特创建的Roulé上发布。  1998年初，该EP的副本在迈阿密冬季音乐会议上分发给几位DJ，该唱片获得了巨大成功。 这种需求使得独立品牌 Roulé变得难以管理，无法立即确保分销。 随后出现了大量盗版歌曲：总共有数万张经过各种方式修改的歌曲被非法出售。 为了保证供应，该作品最终由维京唱片发行了CD单曲格式。
“Music Sounds Better with You”于1998年夏天通过无线电广播播出，并迅速登上排行榜榜首。 该音乐视频由米歇尔·贡德里执导，首次在音乐电视网（MTV）上播出。 其影响是巨大的：它在晚间和DJ中非常受欢迎，被英国杂志《Mixmag》的读者评选为1998年最佳舞曲单曲，甚至还被用作保衛共和聯盟政治会议的配乐。 其成功的部分原因在于标题、节奏和安排的简单性。 对于这个问题，这一时期的其他制作人的反应是一致的。  艾蒂安·德·克雷西：“星尘乐队对我来说真是一记耳光。 它综合了我想做和想听的一切：宏大的声音、流行的歌声、时髦的编曲。 这是唯一一首让我嫉妒的歌。  “Stardust乐队[...] 从头到尾都是一场爆炸。 当它超级强大并满足人们的期望时，它就会成为一种普遍的东西”法国乐队组合Cassius的成员Philippe Zdar解释道。
 
Stardust乐队的《Music Sounds Better with You》在几个月内售出超过200万张，成为许多国家地区的第一名，并成为法国浩室的标志性作品。 尽管星尘乐队的概念是一次性的，但三人组似乎已经开始制作一张完整的专辑，但从未面世。而与托马斯·班高特关系密切的人还表示，追求星尘乐队创作可能不利于追求蠢朋克。
2018年，在“Music Sounds Better with You”发行20年后，乐队在录音室重聚，还特意发行了新的重制版，并于2019年6月28日通过因为音乐唱片在所有流媒体平台上播出。

## 作品

### 单曲和排行榜
| 年份                               | 歌曲                         | 最佳分数    | 最佳分数          | 最佳分数 | 最佳分数 | 最佳分数 | 最佳分数 | 最佳分数 | 最佳分数         | 最佳分数 | 最佳分数 | 最佳分数 | 最佳分数    | 最佳分数   | 专辑     |
| 年份                               | 歌曲                         | ARIA Charts | Ö3 Austria Top 40 | France   | Irlande  | Italie   | Holland  | Norvège  | Nouvelle-Zélande | Suède    | Suisse   | Espagne  | Royaume-Uni | États-Unis | 专辑     |
| ---------------------------------- | ---------------------------- | ----------- | ----------------- | -------- | -------- | -------- | -------- | -------- | ---------------- | -------- | -------- | -------- | ----------- | ---------- | -------- |
| 1998年                             | Music Sounds Better with You | 4           | 24                | 10       | 5        | 7        | 15       | 14       | 8                | 27       | 7        | 1        | 2           | 62         | 仅限单曲 |
| « — » 指该单曲未分类或未在该国发行 |                              |             |                   |          |          |          |          |          |                  |          |          |          |             |            |          |

### 音乐会和现场表演
Stardust乐队只举办了3场音乐会：
- 雷克斯俱乐部巴黎1997年12月
- 迈阿密冬季音乐大会1998年3月
- 在蒙彼利埃滚石音乐会（法语：Rockstore）1998年8月，作为鲍勒利斯 (法語：Boréalis) 音乐节的

一部分